# Cara terra mia
Cara terra mia è un brano musicale cantato dal duo Al Bano & Romina Power, scritto dagli stessi interpreti con Vito Pallavicini.
Il brano fu presentato al Festival di Sanremo 1989, dove si classificò al terzo posto ricevendo 1.188.172 voti.
Il brano fu pubblicato su 45 giri contenente sul Lato B la canzone Fragile.